# Hermann Klens
Hermann Klens (* 21. September 1880 in Niederhelden; † 25. August 1972 ebenda) war ein deutscher katholischer Geistlicher und Generalpräses des Zentralverbandes der Frauen- und Müttervereine Deutschlands.

## Herkunft und Ausbildung
Hermann Klens empfing nach dem Studium der Philosophie und Katholischen Theologie an der Theologischen Fakultät Paderborn am 14. April 1905 im Hohen Dom zu Paderborn von Bischof Wilhelm Schneider die Priesterweihe.

## Wirken
Am 15. April 1905 wurde Klens zum Kaplan an der Dreifaltigkeitskirche in Dortmund ernannt. Mit dem 17. April 1915 ernannte ihn Bischof Karl Joseph Schulte zum Diözesansekretär der Katholischen Jungfrauenvereine im Bistum Paderborn mit Sitz in Bochum. Bereits am 13. Dezember desselben Jahres übernahm Klens mit Billigung seines Bischofs in Bochum das Amt des Generalsekretärs des Zentralverbandes der katholischen Jungfrauen-Vereinigungen Deutschlands. Zum 1. Januar 1923 rückt er zu dessen Generalpräses auf. Von 1928 bis zu dessen Verbot durch die Nationalsozialisten am 11. November 1939 war Klens Generalpräses des Zentralverbandes der Frauen- und Müttervereine Deutschlands. Während dieser Zeit geriet er mehrfach in Konflikt mit der Gestapo, der neben Verhören, Verwarnungen und einer Verurteilung wegen Verbreitung von Flugblättern in einem Verbot weiterer schriftstellerischer Tätigkeit gipfelte.
Nach dem Zweiten Weltkrieg beauftragten die deutschen Bischöfe Klens bereits 1945 mit der Errichtung der Kirchlichen Hauptstelle für Frauenseelsorge in den deutschen Diözesen. Im März 1947 gehörte er im Jugendhaus Kloster Hardehausen bei Paderborn zusammen mit Ludwig Wolker zu den Gründern des Bundes der Deutschen Katholischen Jugend (BDKJ) und war bis 1952 der erste Bundespräses der Frauenjugend im BDKJ. Auf Klens’ Initiative ging 1956 die Wiedergründung des Zentralverbandes der Frauen- und Müttergemeinschaften Deutschlands zurück.

## Ehrungen
- Päpstlicher Ehrenkämmerer (11. April 1930)
- Geistlicher Rat ad honores (18. April 1940)
- Päpstlicher Hausprälat (1. November 1947)
- Großes Bundesverdienstkreuz (1955)[2]
- Ehrendomherr in Paderborn (am 21. September 1960 ernannt / am 11. Februar 1961 investiert)
- Apostolischer Protonotar[3]